# Ayila Yussuf
Atanda Ayila Yussuf (4 de novembro de 1984) é um ex-futebolista profissional nigeriano.

## Carreira
Yussuf representou o elenco da Seleção Nigeriana de Futebol no Campeonato Africano das Nações de 2010.

## Títulos
Nigéria
- Campeonato Africano das Nações: 2010 3º Lugar.